# The Cleaner
The Cleaner è una serie televisiva statunitense. È iniziata a luglio 2008 ed è durata fino al settembre 2009 con l'ultimo episodio.
È stata prodotta dalla CBS Television Studios. In Italia è trasmessa in chiaro su Rai 4.

## Trama
William Banks è un ex tossicodipendente che vive a Los Angeles; quando nasce sua figlia Lula, Banks fa un patto con Dio, implorandolo che se gli viene concessa una seconda chance, egli smetterà con l'abuso di droga e aiuterà gli altri a smettere con droghe e alcol.
La serie è incentrata attorno a Banks e al suo piccolo gruppo di ex tossicodipendenti che lavora per aiutare gli altri dalle loro dipendenze. William e il suo team ricorrono a espedienti illegali e immorali per far cessare la dipendenza da droghe ai loro clienti. Il successo che ha gli fa guadagnare il rispetto della Polizia di Los Angeles, che quasi sempre chiude un occhio sui metodi impiegati. Infatti il Los Angeles Police Department spesso indirizza i clienti a Banks.
Banks pensa che il suo lavoro sia una vocazione e che quindi lavorerà pro bono se un cliente non può pagare.
Banks ha una vita molto impegnativa; oltre al suo impegno nel combattere le dipendenze, gestisce un negozio di accessori per il surf.
Ciascun episodio inizia con Banks che ha una conversazione con Dio, di solito chiedendo di guidarlo nella sua missione, il senso della vita e la natura; altre volte Banks esprime le sue lamentele a Dio, chiedendogli perché permette che accadano cose brutte.

## Episodi
| Stagione         | Episodi | Prima TV originale | Prima TV Italia |
| ---------------- | ------- | ------------------ | --------------- |
| Prima stagione   | 13      | 2008               | 2009-2010       |
| Seconda stagione | 13      | 2009               | 2010            |